# Leptokaryá (ort i Grekland, Epirus)
Leptokaryá är en ort i Grekland.   Den ligger i prefekturen Thesprotia och regionen Epirus, i den nordvästra delen av landet, 300 km nordväst om huvudstaden Aten. Leptokaryá ligger 134 meter över havet och antalet invånare är 183.
Terrängen runt Leptokaryá är varierad. Leptokaryá ligger nere i en dal. Runt Leptokaryá är det mycket glesbefolkat, med 6 invånare per kvadratkilometer. Närmaste större samhälle är Filiátes, 18,7 km väster om Leptokaryá. == Kommentarer ==
1. ↑  Framräknat ur variansen i alla höjduppgifter (DEM 3") från Viewfinder Panoramas, inom 10 km radie.[2] Mer om algoritmen finns här: Användare:Lsjbot/Algoritmer.